# Caverna da Laja Alta
A caverna da Laja Alta é uma mostra da arte rupestre na Espanha e pertence ao conjunto de arte rupestre do extremo sul da península Ibérica. Foi localizada em Jimena de la Frontera, na província de Cádis (Espanha) em 1978 por Francisco Corbacho. Trata-se de um conjunto de arte esquemática rupestre cujo motivo central é um grupo de embarcações que poderiam considerar-se como uma cena naval ou mesmo como um catálogo de navios de época proto-histórica.

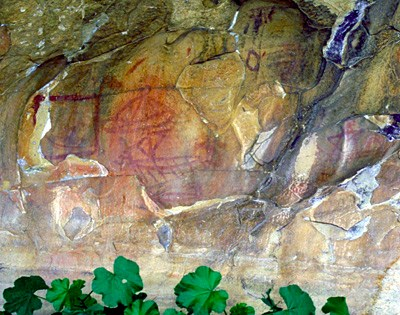
Cova da Laja

A singularidade do abrigo, situado sobre o vale da Garganta de Gamero, na finca de Jateadero, poderia ilustrar um elemento crucial da cultura ocidental: o encontro das culturas do interior do Mediterrâneo, com um grau de domínio do meio já considerável e os povos de cultura ibérica do sul da Península, cujas riquezas foram legendárias mesmo para civilizações como a grega, em cuja mitologia se alude à zona.
O sitio escolhido para este graffiti pré-histórico é significativo. Em primeiro lugar, pela existência dum suporte físico adequado, um abrigo escavado pela ação erosiva conjunta do vento e a água sobre o frágil arenito, através de um processo que ainda pode observar-se in situ e indicado pela aparição de areia quartzífera no piso da caverna. Mas além disso, desde o estrato rochoso, conhecido como laja pelos lugareiros, é possível contemplar a Baía de Gibraltar.